# Consolation
Consolation is een Nederlandse death metal/ grindcoreband. 
De band werd in 1989 opgericht en bracht drie albums uit bij Displeased Records. In 1999 gingen ze uit elkaar maar speelden van 2002 tot 2005 weer als Cardinal. Sinds 2008 treedt Consolation weer onder de oude naam op.

## Discografie
- Naamloze demo (1990)
- Beautyfilth (Album, Displeased Records, 1993)
- Hardcore Leeft (split met Nembrionic Hammerdeath en Osdorp Posse, 1994)
- The Truth (EP, Displeased, 1994)
- Brave Melvin from the Southern Point (Album, Displeased, 1995)
- Stahlplaat (Album, Displeased, 1998)

## Bandleden
- Toep Duin - drum
- Dennis Jak - gitaar
- Manoloxx - zang (- 1996)
- Rein Schorel - basgitaar
- Arjan van Exter - zang (1998- )
- Yehudi van de Pol - gitaar
- Robert - gitaar